# 纳若语
纳若语或阿罗语是一种在中国云南省由彝族使用的彝语支方言连续体。

## 分类
阿罗语被民族语归类为北部彝语，而杨文静等人的研究将其归类为他鲁语群语言。

## 人口结构学
大卫·布拉德利称，纳若语是一种在云南省永胜县东部、华坪县南部、四川省攀枝花市西部的平江和福田镇由约15,000人使用的语言。纳若语在四川省或已灭亡，云南省也濒危。

## 变体
You (2013:85)报告na21 zu21(纳儒语)由下列彝族人群使用。
- 支里 (自称: 纳儒): 永胜县一区南华乡
- 倮族 (自称: 纳儒): 永胜县四区忠诚乡
- 子彝 (自称: 纳儒): 永胜县三区习朗乡

此外永胜县年鉴 (1989:637)列举了下列水田次方言。
- 水田 (自称: 纳儒)
- 水彝次方言(自称: 纳若)
- 倮倮次方言(自称: 洗期麻；也称傈/黎)

其他变体有：
- 纳儒 在永胜县中南部(pop. 7,000)和华坪县南部(pop. 4,500)
- 纳若 在永胜县和华坪县，由约12,000人使用。可能和Xiaoliangshan Nosu相当。

Lopi (水田)是一种实质上已灭绝的语言，在四川省攀枝花市(在福田乡和平江乡)和云南省北部有超过15,000人属于这个民族。
杨文静等人列举了泼佩语和“纳若”，称其为水田方言，并将其划为彝语中部方言他鲁语群的一部分。

支里 (自称: 那若)由北胜区南华乡新营村和大厂乡仙人河村的300余人使用。